# Sieber-Krokus

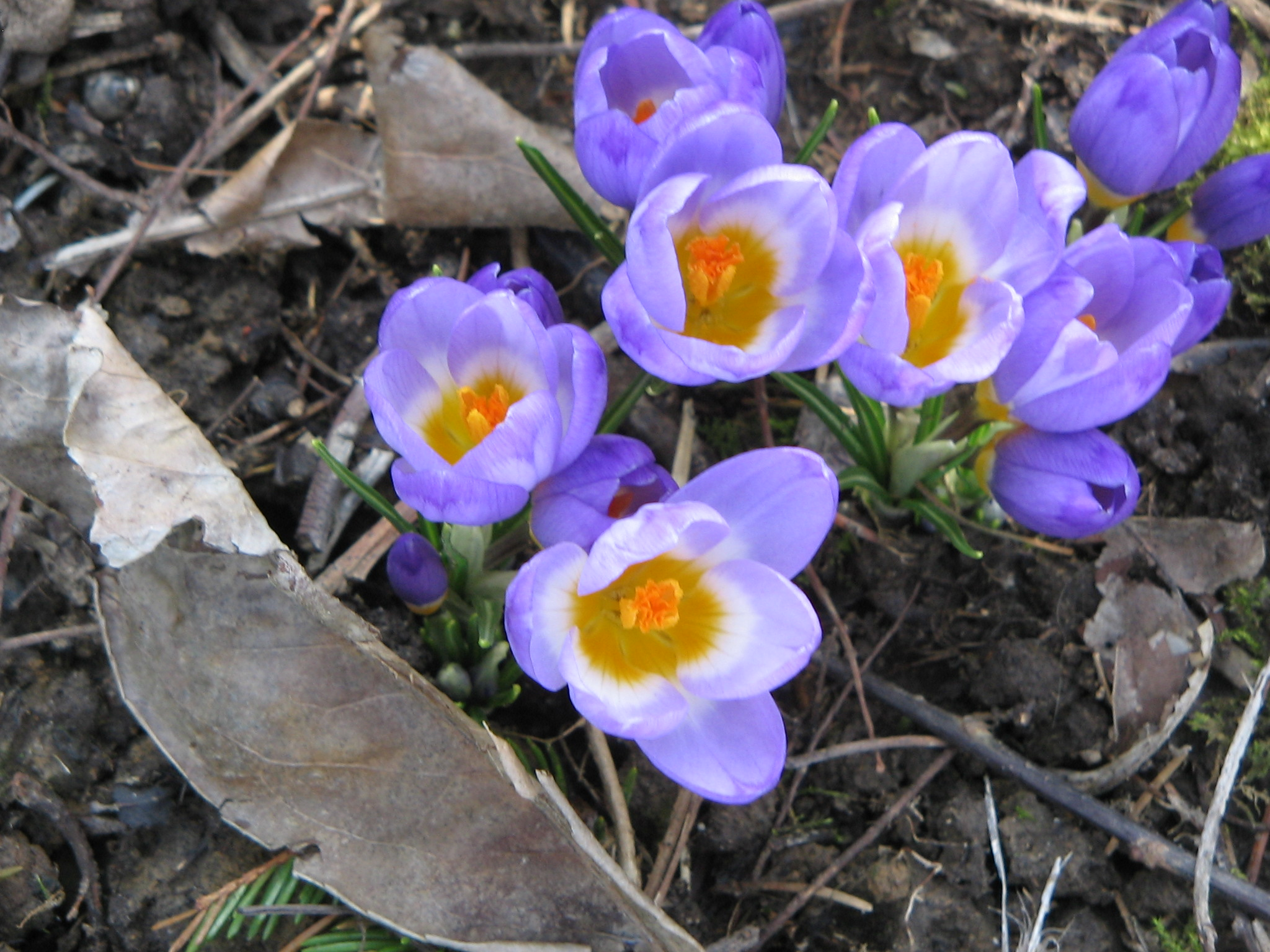
Crocus sieberi subsp. sublimis

Der Sieber-Krokus (Crocus sieberi), auch Griechischer Zwerg-Krokus genannt, ist eine Pflanzenart aus der Gattung der Krokusse (Crocus).

## Merkmale
Der Sieber-Krokus ist ein frühjahrsgrüner, ausdauernder Knollen-Geophyt, der Wuchshöhen von 4 bis 10 Zentimeter erreicht. Die 2 bis 8 Blätter sind 2 bis 6 Millimeter (selten ab 1 Millimeter) breit. Es sind 2 Hochblätter vorhanden. Die Perigonzipfel messen 15 bis 40 × 7 bis 16 Millimeter und sind lilablau bis weiß gefärbt und in der Regel auf der Außenseite nicht dunkel geadert, sie weisen höchstens einen Mittelstreifen in purpur auf. Meist ist der Schlund kahl. Die Äste der Griffel sind erweitert, orange und kraus.
Die Blütezeit reicht von Januar bis Mai.
Die Chromosomenzahl beträgt 2n = 22.

## Vorkommen
Der Sieber-Krokus kommt in Süd-Albanien, Süd-Bulgarien, Mazedonien, Griechenland und auf Kreta vor. Die Art wächst auf Bergweiden, Felshängen, offenen Wäldern und Schneeflecken.

## Systematik
Von Crocus sieberi werden mehrere Unterarten unterschieden, unter anderem:
- Crocus sieberi J.Gay subsp. sieberi: Die Pflanze erreicht Wuchshöhen von 4 bis 8 Zentimeter. Die Hülle der Knolle besteht aus feinen Netzfasern. Die Blätter sind bis zu 2 Millimeter breit. Die Blüten sind innen weiß und außen weiß oder lila, sie können auch purpurn gebändert oder getönt sein. Der Schlund ist gelb und kahl. Staubbeutel und Pollen sind gelb. Die Kapsel ist 20 bis 25 Millimeter groß. Die Blütezeit reicht von März bis Mai (selten bis Juni). Crocus sieberi subsp. sieberi ist auf Kreta in den Präfekturen Chania, Rethymno und Iraklion endemisch. Diese Unterart wächst an Felshängen, in Gebüschen, auf Weiderasen und auf Schneeböden in Höhenlagen von 1300 bis 2400 Meter.
- Crocus sieberi subsp. atticus (Boiss. & Orph.) B.Mathew: Die Blüten sind lilablau. Die Blütezeit reicht von Januar bis Februar. Diese Unterart kommt im Südosten Griechenlands in Höhenlagen von 400 bis 1350 Meter vor. Diese Unterart wird von manchen Autoren auch als eigenständige Art angesehen und muss dann Crocus atticus (Boiss. & Orph.) Orph. heißen.[2]
- Crocus sieberi subsp. sublimis (Herb.) B.Mathew: Die Blüten sind blaulila, um den behaarten gelben Schlund befindet sich eine weiße Zone. Die Blütezeit reicht von März bis April. Diese Unterart kommt in Griechenland und Südalbanien vor. Sie wächst auf alpinen Rasen am schmelzenden Schnee in Höhenlagen von 1500 bis 2600 Meter. Diese Unterart wird von manchen Autoren auch als eigenständige Art angesehen und muss dann Crocus nivalis Bory & Chaub. heißen.[2]

## Nutzung
Der Sieber-Krokus wird zerstreut als Zierpflanze für Steingärten, Rasen und Rabatten genutzt. Die Art ist seit spätestens 1841 in Kultur.

## Belege
- Eckehart J. Jäger, Friedrich Ebel, Peter Hanelt, Gerd K. Müller (Hrsg.): Exkursionsflora von Deutschland. Begründet von Werner Rothmaler. Band 5: Krautige Zier- und Nutzpflanzen. Springer, Spektrum Akademischer Verlag, Berlin/Heidelberg 2008, ISBN 978-3-8274-0918-8, S. 719.
- Ralf Jahn, Peter Schönfelder: Exkursionsflora für Kreta. Mit Beiträgen von Alfred Mayer und Martin Scheuerer. Eugen Ulmer, Stuttgart (Hohenheim) 1995, ISBN 3-8001-3478-0, S. 367.